# Schienenverkehr auf Mallorca

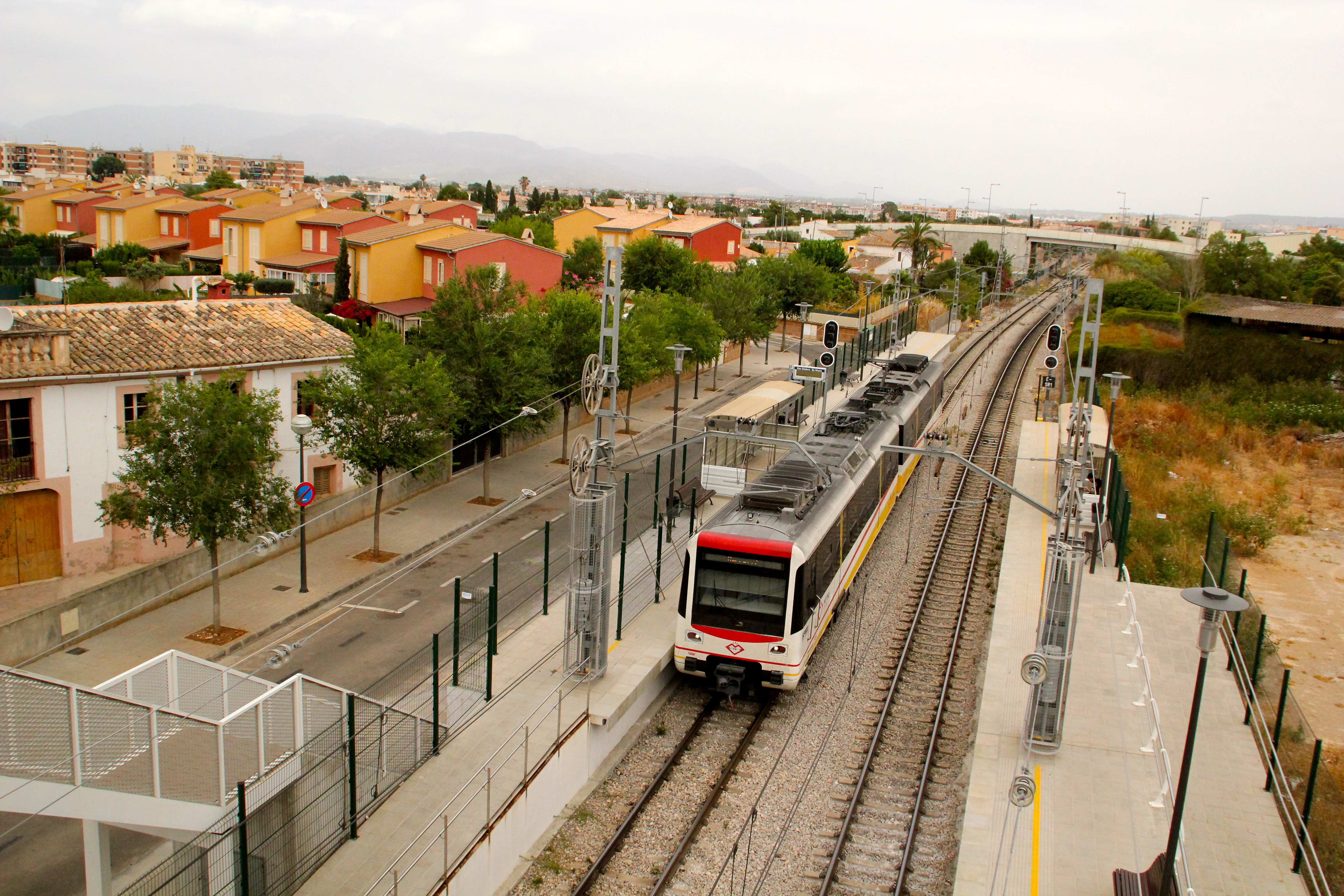
Triebzug der SFM im Vorort Son Cladera von Palma

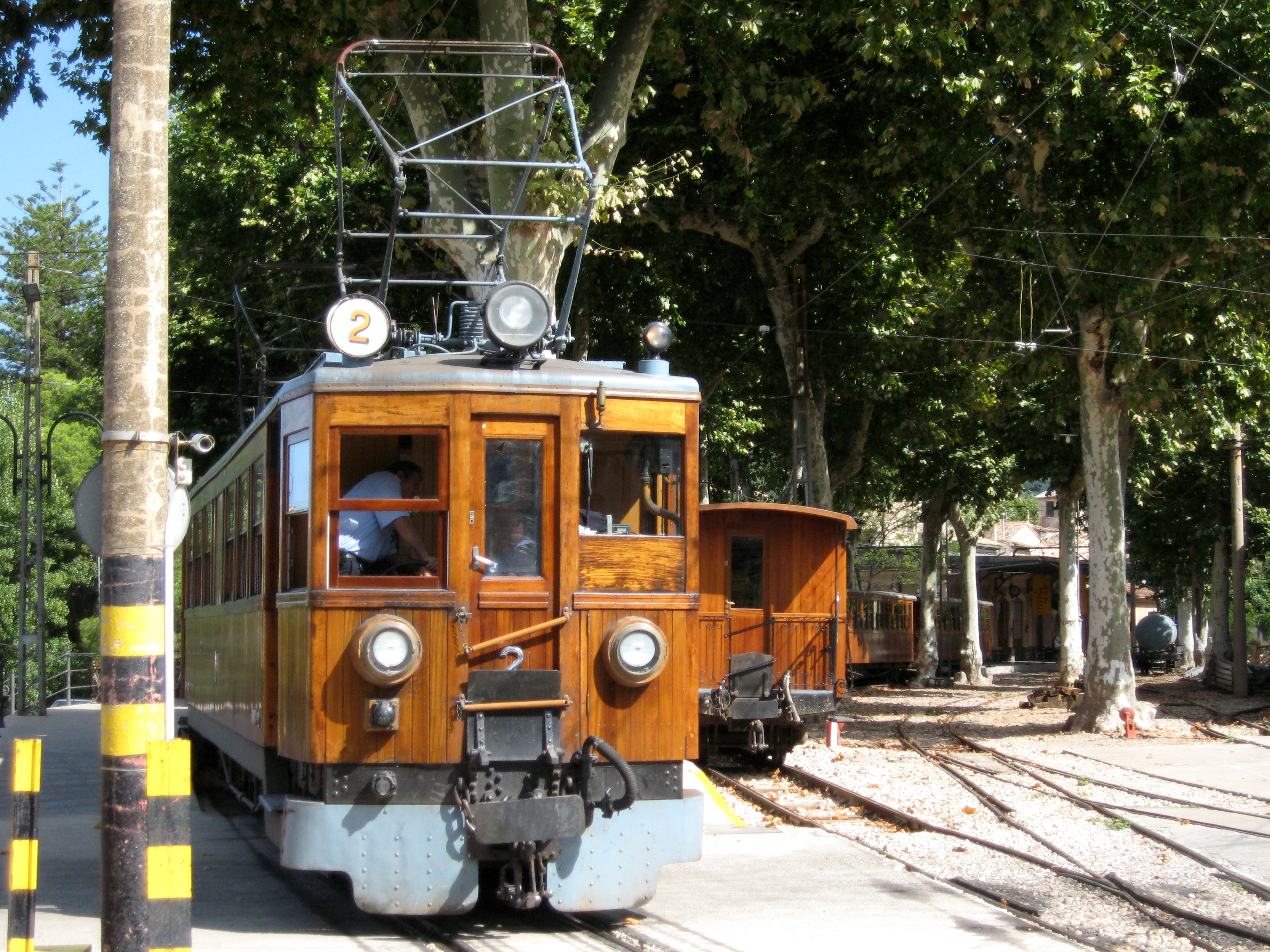
Triebwagen 2 der FS in Sóller

Der Schienenverkehr auf Mallorca umfasst heute ein Streckennetz mit rund 118 Kilometern Länge. Dieses wird von der staatlichen Serveis Ferroviaris de Mallorca (SFM) und der privaten Ferrocarril de Sóller (FS) betrieben.

## Strecken
Es handelt sich dabei um
- die Strecke Palma–Sóller mit der anschließenden Straßenbahn von Sóller nach Port de Sóller, betrieben von der FS
- die Strecke Palma–Inca mit den beiden Fortsetzungen Inca–Sa Pobla und Inca–Manacor, betrieben von der SFM.
- die etwa 8,5 Kilometer lange, grob parallel zur Strecke der FS nach Sóller verlaufende Strecke der Metro de Palma zwischen dem Stadtzentrum von Palma und dem Universitätsgelände, ebenfalls betrieben von der SFM.

## Geschichte

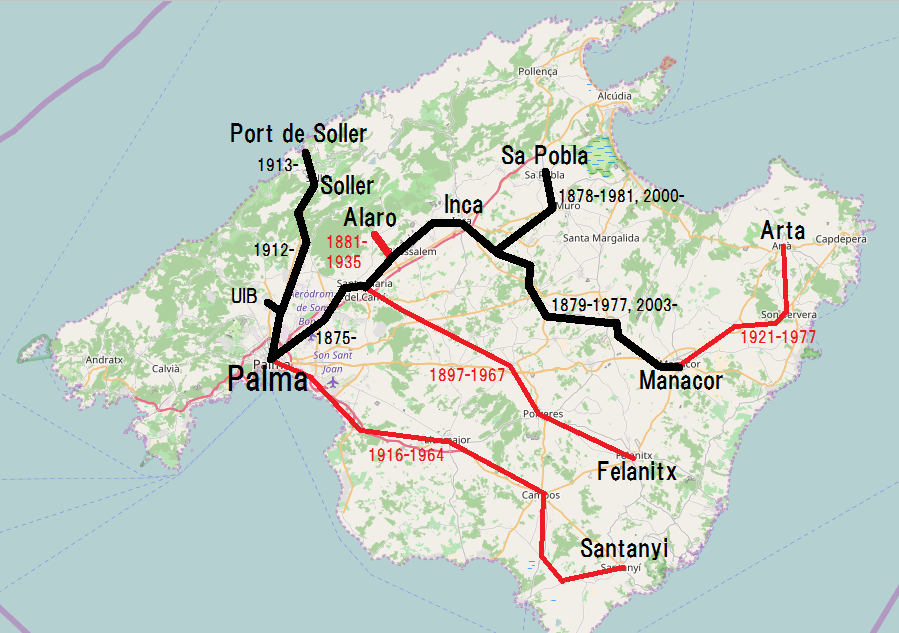
Eisenbahnstrecken auf Mallorca

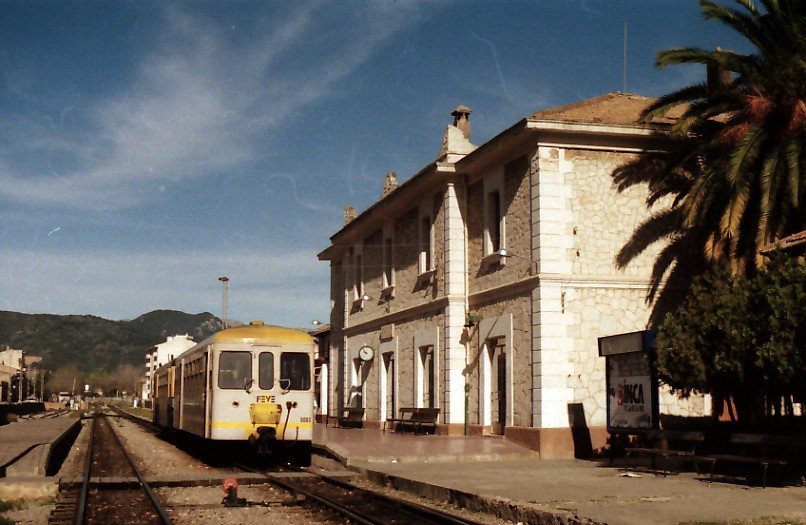
Dieseltriebzug der FEVE in Inca, 1990

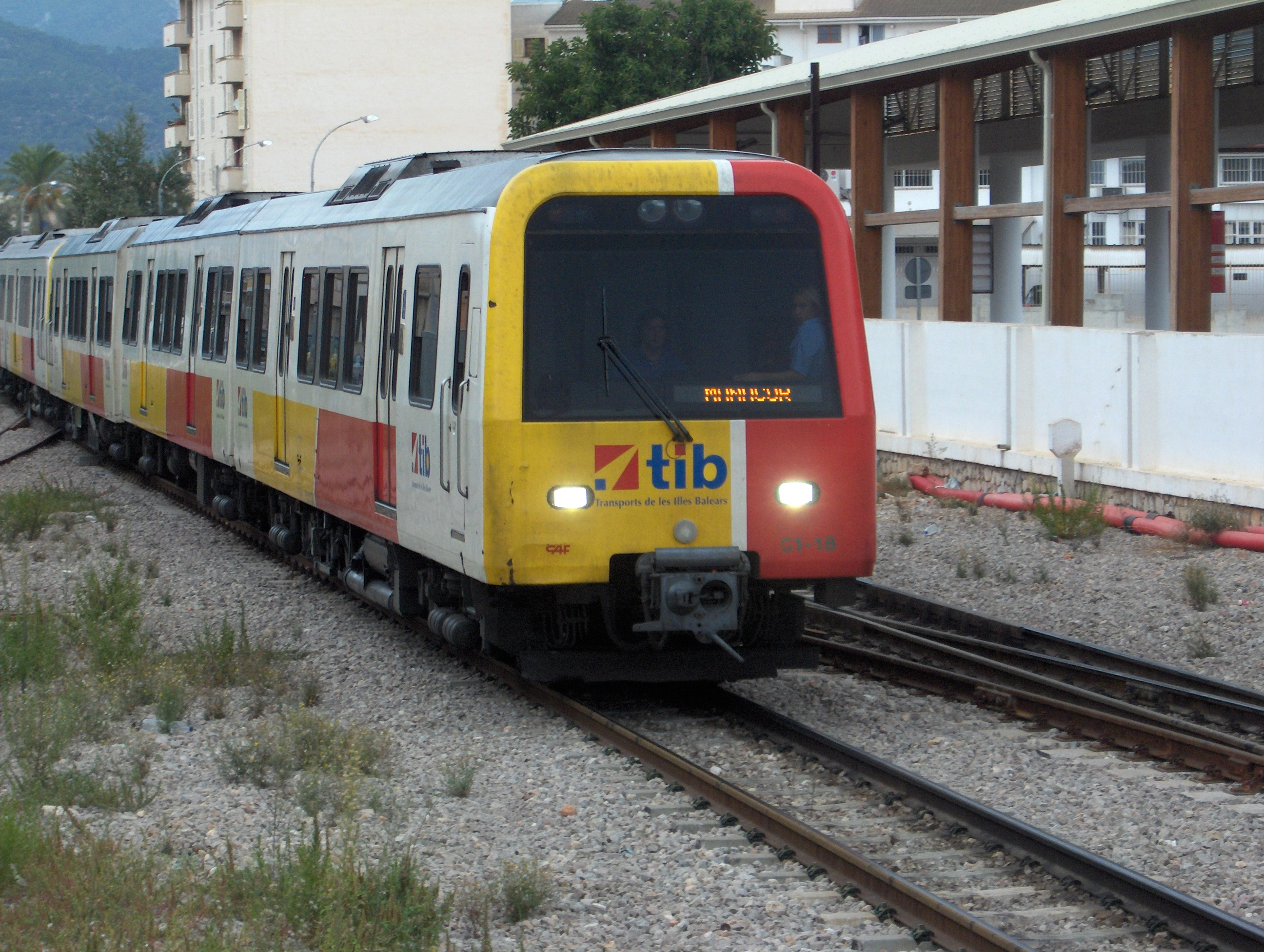
Dieseltriebzug Reihe 61 der SFM in Inca

Die erste Eisenbahn auf Mallorca wurde vom einheimischen Ingenieur Eusebi Estada i Sureda (1843–1917) geplant und am 24. Februar 1875 eröffnet. Die in einer Spurweite von 914 mm (drei englische Fuß) angelegte Strecke der Ferrocarriles de Mallorca (FM) führte von Palma nach Inca. Bis 1927 wurde die Bahnstrecke in zwei Ästen über Manacor nach Artà sowie über Muro nach Sa Pobla verlängert. Zudem wurde eine Zweigstrecke von Santa Maria nach Felanitx errichtet. Eine weitere Strecke verband Palma über Llucmajor mit Santanyí. Im Jahre 1931 wurde der vielbefahrene Abschnitt Palma–Inca zweigleisig ausgebaut.
Die private Ferrocarril de Alaró nahm 1881 die Strecke Consell–Alaró in Betrieb. Die ebenfalls private Ferrocarril de Sóller wurde am 5. November 1905 gegründet. Sie errichtete die Strecke Palma–Sóller, die das Tramuntana-Gebirge mit mehreren Tunnels durchquert, ebenfalls mit einer Spurweite von 914 mm. Schon 1927 wurde die Strecke von Siemens-Schuckert elektrifiziert, um die Rauchbelastung in den Tunnels zu reduzieren.
Eine erste Stilllegung traf 1941 die Strecke Consell–Alaró. Die Strecken der FM wurden von der 1965 gebildeten, staatlichen spanischen Schmalspureisenbahngesellschaft FEVE übernommen. Der neue Betreiber beschaffte Dieseltriebwagen und vereinheitlichte die Spurweite seiner Strecken auf Meterspur. Ferrocarril de Sóller blieb selbständig und behielt ihre Spurweite. Damit war ein Wagenübergang, der auch vorher ohnehin nur selten praktiziert wurde, nicht mehr möglich. 1964 und 1977 folgten weitere Stilllegungen, so dass nur noch die Strecken Palma–Sóller und Palma–Inca in Betrieb waren. Die geschlossenen Streckenabschnitte wurden jedoch nicht abgebaut. 1994 gründete die Regierung der Balearen die SFM, die in der Folge die FEVE-Strecke Palma–Inca übernahm und ein Modernisierungsprogramm begann. Zudem wurden die stillgelegten Strecken nach Sa Pobla (2001) und Manacor (2003) wieder aufgebaut. In den Jahren 2005 bis 2007 wurde zudem der Haupt- und Endbahnhof in Palma unter die Erde verlegt.
Die Metro de Palma wurde am 25. April 2007 eröffnet. Die Strecke mit einer Spurweite von 1000 mm verbindet das Stadtzentrum mit dem Gelände der Universität der Balearen. Die Strecke Richtung Inca verläuft seitdem bis zum Autobahnring in einem gemeinsamen Tunnelbauwerk mit der Strecke der Metro. Während die Metro von Anfang an elektrisch betrieben wurde, war der Tunnelabschnitt der Strecke Palma–Inca beim Bau nur auf die Elektrifizierung mit Deckenstromschienen vorbereitet worden.
Im März 2010 begannen die Arbeiten zum Wiederaufbau des Abschnittes von Manacor nach Artà; dieser sollte als sogenannter Tren-Tram mit Niederflureinstiegen entstehen. Bereits im Frühjahr 2011 wurden für die geplante Inbetriebnahme sechs dreiteilige Stadtbahnfahrzeuge des Typs Vossloh Citylink geliefert. Aufgrund ungeklärter Finanzierung wurde Ende Juli 2011 ein Baustopp für den Streckenneubau verhängt. Vorhandene Bauwerke (Hallen, Trassen, Unterführungen, Verkehrsverlegungen) liegen seitdem brach. Im April 2013 ließ die Regionalregierung verlauten, dass die Strecke nicht mehr wiederaufgebaut werde. Die Trasse wird seit 2014 als touristischer Radweg (Via Verde) benutzt.
Die Elektrifizierung des Abschnitts Palma–Inca–Enllaç mit 1500 V Gleichspannung wurde am 16. Februar 2012 in Betrieb genommen. In Enllaç trennen sich die Streckenäste nach Sa Pobla und Manacor. Seit der Einweihung des letzten, 32 Kilometer langen Teilstücks zwischen dem Bahnhof Enllaç und Manacor am 8. Januar 2019 ist das gesamte Streckennetz der SFM elektrifiziert.

## Streckennetz
Das Streckennetz der Serveis Ferroviaris de Mallorca hat Stand 2015 eine Länge von rund 77 Kilometer. Bis zum Beginn der Streckenstilllegungen betrug die Länge rund 236 Kilometer. Der Abschnitt Palma–Inca ist seit 1931 zweigleisig.

### Streckenübersicht
- Palma–Santa Maria–Consell–Inca
- Inca–Enllaç–Muro–Sa Pobla
- Inca–Enllaç–Sineu–Manacor–Artà
- Santa Maria–Felanitx
- Consell–Alaró (Privatbahn)
- Palma–Llucmajor–Campos–Santanyí
- Palma–Sóller–Port de Sóller (Privatbahn)
- Palma Stadt–Palma Universität (Metro)

(fett hervorgehobene Strecken sind in Betrieb)

### Eröffnungs- und Stilllegungsdaten
(der heute staatlichen Strecken)
| Streckenabschnitt                                             | Länge (km) | eröffnet  | eingestellt | Bemerkungen |
| ------------------------------------------------------------- | ---------- | --------- | ----------- | --- |
| Palma–Inca                                                    | 28,60      | 1875      | —           | Betrieb durch SFM                                                                                                 |
| Palma–Hafen                                                   | 2,90       | 1877      | 1931        | |
| Inca–Sinéu                                                    | 13,84      | 1878 2002 | 1977        | Nach Grundsanierung wieder in Betrieb durch SFM                                                                   |
| Inca–Sa Pobla                                                 | 13,10      | 1878 2001 | 1981        | Nach Grundsanierung wieder in Betrieb durch SFM                                                                   |
| Sinéu–Manacor                                                 | 21,31      | 1879 2003 | 1977        | Nach Grundsanierung wieder in Betrieb durch SFM                                                                   |
| Consell–Alaró                                                 | 3,72       | 1881      | 1941        | |
| Santa Maria–Felanitx                                          | 42,79      | 1897      | 1964        | |
| Palma–Llucmajor                                               | 30,72      | 1916      | 1964        | Einstellung im Zuge des Baus des Flughafens von Palma Reaktivierung als Straßenbahn geplant                       |
| Llucmajor–Santanyí                                            | 17,50      | 1917      | 1964        | Einstellung im Zuge des Baus des Flughafens von Palma Reaktivierung als Straßenbahn geplant                       |
| Manacor–Artà                                                  | 30,35      | 1921      | 1977        | Arbeiten zur Wiederinbetriebnahme wurden 2011 aus finanziellen Gründen kurz vor Abschluss ergebnislos abgebrochen |
| Inca–Palma (2. Gleis)                                         | 28,60      | 1931      | —           | Betrieb durch SFM                                                                                                 |
| Palma–Hafen (Stadttunnel)                                     | 2,13       | 1931      | 1964        | Ersetzte ab 1931 die bis dahin oberirdische Führung                                                               |
| Plaça d’Espanya – Universitat des Illes Balears (Metro Palma) | 8,5        | 2007      | —           | Betrieb durch SFM                                                                                                 |
| Inca–Enllaç (zweites Gleis)                                   | ?          | 2009      | —           | Betrieb durch SFM                                                                                                 |
| Palma–Inca (Elektrifizierung)                                 | 28,60      | 2012      | —           | Betrieb durch SFM                                                                                                 |

Die Strecke der Ferrocarril de Sóller führt an die Nordküste. Sie muss dabei die Berge der Serra de Tramuntana überwinden. Auf der 27 Kilometer langen Strecken mussten 13 Tunnel, unter anderem auch ein Kehrtunnel, sowie ein 52 Meter langes Viadukt Cinc Ponts errichtet werden.
Die U-Bahn hat in Son Costa-Son Fortesa eine Verbindung zum Streckennetz der Serveis Ferroviaris de Mallorca, beide verfügen jedoch auf dem gemeinsamen Abschnitt jeweils über zwei eigene Gleise.

## Organisation des Verkehrs
Die Aufsicht über den Verkehr auf den Balearen untersteht dem Govern de les Illes Balears, genauer dem Ministerium für Verkehr- und Bauwesen. Die Transport de Illes Balears (TIB) koordiniert als Zentralgesellschaft den Omnibus-, Bahn-, Flug- und Schiffsverkehr.

## Planungen
Eine Verlängerung der Strecke von Sa Pobla bis nach Alcúdia wird gelegentlich diskutiert. Damit würden die beiden größten mallorquinischen Häfen auf der Schiene verbunden.
Baubeginn für eine Straßenbahnstrecke zum Flughafen von Palma sollte ursprünglich 2023 sein. auch war eine weitere Linie zum Landeskrankenhaus Son Espases geplant. Nach dem Wechsel der Landesregierung im Juni 2023 wurde dieser Plan nicht in den Haushalt 2024 aufgenommen, weil die neue Landesregierung die notwendigen Zuschüsse der Zentralregierung als nicht mehr gesichert betrachtete.